# Stormyrtjärnen, Bohuslän
Stormyrtjärnen är en sjö i Tanums kommun i Bohuslän och ingår i Enningdalsälvens huvudavrinningsområde.